# HSG Open
Het HSG Open is een schaaktoernooi dat jaarlijks plaatsvindt in Hilversum. Het toernooi wordt georganiseerd door het Hilversums Schaakgenootschap. Het is een van de bekendste weekendschaaktoernooien in Nederland.

## Geschiedenis
De eerste drie edities van het toernooi werden gehouden op het Media Park in Hilversum, tegelijkertijd met het Nederlands kampioenschap schaken. Grootmeester Karel van der Weide won het allereerste toernooi, waar slechts 34 schakers in één ratinggroep aan deelnamen. Hij behaalde negen opeenvolgende overwinningen, maar dat was geen unieke prestatie gezien het feit dat hij de enige grootmeester in het toernooi was en het ratingverschil met de andere deelnemers aanzienlijk was. Van der Weide verklaarde zelf dat hij in een partij tegen Kees Nagtegaal blunderde toen schaakjournalist Johan Hut kwam binnenlopen. Hij wist de fout te herstellen en won de partij alsnog.
Vanaf de tweede editie bestond het toernooi altijd uit minimaal twee ratinggroepen (A en B). Soms was er ook een C-groep.
Intomart GfK was de sponsor van de edities van 2007 en 2008. Het toernooi heette toen officieel het Intomart GFK Open. Vanaf 2009 verhuisde het toernooi naar Hotel Lapershoek aan de Utrechtseweg in Hilversum.
De eerste periode van 5 jaar bestond het toernooi uit 9 rondes met elke dag één partij. In 2011 besloot de organisatie over te stappen op een 6-rondig weekendschaaktoernooi, het format dat het toernooi tot op heden (2023) nog steeds heeft. Toen vanwege de coronapandemie en de daarmee gepaard gaande overheidsmaatregelen het houden van een fysiek schaaktoernooi niet mogelijk was, werd eenmalig in 2020 een online rapidtoernooi georganiseerd via de schaaksite Lichess. In 2022 keerde het toernooi terug naar het normale format.

## Lijst van winnaars
| #  | Jaar | Locatie                | Winnaar                      |
| -- | ---- | ---------------------- | ---------------------------- |
| 1  | 2006 | Media Park (Studio 22) | GM Karel van der Weide       |
| 2  | 2007 | Media Park (Studio 20) | GM Humpy Koneru              |
| 3  | 2008 | Media Park (Studio 2)  | FM Anish Giri                |
| 4  | 2009 | Hotel Lapershoek       | GM Daniel Fridman            |
| 5  | 2010 | Hotel Lapershoek       | GM Friso Nijboer             |
| 6  | 2011 | Hotel Lapershoek       | GM Igor Khenkin              |
| 7  | 2012 | Hotel Lapershoek       | GM Namig Gouliev             |
| 8  | 2013 | Hotel Lapershoek       | GM Namig Gouliev             |
| 9  | 2014 | Hotel Lapershoek       | GM Robin van Kampen          |
| 10 | 2015 | Hotel Lapershoek       | GM Levante Vajda             |
| 11 | 2016 | Hotel Lapershoek       | IM Jan-Willem van de Griendt |
| 12 | 2017 | Hotel Lapershoek       | IM Hugo ten Hertog           |
| 13 | 2018 | Hotel Lapershoek       | GM Jorden van Foreest        |
| 14 | 2019 | Hotel Lapershoek       | GM Loek van Wely             |
| 15 | 2020 | Online (Lichess)       | GM Loek van Wely             |
| 16 | 2022 | Hotel Lapershoek       | IM Thomas Beerdsen           |
| 17 | 2023 | Hotel Lapershoek       | GM Max Warmerdam             |
| 18 | 2024 | Hotel Lapershoek       | GM Lucas van Foreest         |
| 19 | 2025 | Hotel Lapershoek       | GM Benjamin Bok              |